# هنلوره اشروت
هنلوره اشروت (آلمانی: Hannelore Schroth; ۱۰ ژانویهٔ ۱۹۲۲ – ۷ ژوئیهٔ ۱۹۸۷) هنرپیشه اهل آلمان بود.
از فیلم‌ها یا برنامه‌های تلویزیونی که وی در آن نقش داشته‌است می‌توان به امیل و خوک اشاره کرد. وی همچنین برندهٔ جوایزی همچون جایزه فیلم آلمان شده‌است.